# Алфонс Доде
Алфонс Доде (на френски: Alphonse Daudet) е известен френски писател и драматург, създател на образа на Тартарен от Тараскон или Тартарен Тарасконски. Неговите произведения са изпълнени с описания на природата и хората на Прованс.

## Творчество
Патриархалният, дълбоко човешки живот в Прованс е противопоставен на безчовечния Париж като символ на жестокия технически прогрес на цивилизацията, особено в произведения като „Писма от моята мелница“. Една от най-известните му пиеси е „Арлезианката“.

### „Писма от моята мелница“
В това произведение Доде показва, че съществува и съвсем друг живот, че има хора, живеещи по естествени и справедливи закони на природата. Те не правят пари, не се стремят към богатство и разкош, не потъват в пороци, а честно се трудят, умеят искрено и горещо да обичат, доволни са от малко, радват се на прекрасната природа на Прованс и мъжествено понасят трудностите. Разказите за такива хора са на фолклорната основа на народните предания и приказки. Действието се развива на фона на приказната природа на юга на Франция.

### Романи
- Фромон младши и Рислер старши- (Fromont jeune et Risler aîné, 1874)
- Сафо (Sapho, 1884)
- Джек (Jack, 1876)
- Набоб (Le Nabab, 1877)
- Крале в изгнание (Les Rois en exil, 1879)
- Необичайните приключения на Тартарен от Тараскон (Tartarin de Tarascon, 1872)
- Тартарен в Алпите (Tartarin sur les Alpes, 1885)
- Безсмъртният (L’Immortel, 1888)
- Порт Тараскон (Port-Tarascon, 1890)